# HMS Hasty (H24)
Pour les autres navires du même nom, voir HMS Hasty.
Pour les articles homonymes, voir H24.
Le HMS Hasty (H24) est un destroyer de la classe H construit pour la Royal Navy. Lancé le 15 mai 1936 et armé en novembre 1936, il intègre la Mediterranean Fleet avant de rejoindre la Force K à Freetown en 1939. L'année suivante il participe à la campagne de Norvège avant de retourner en Méditerranée, où il participe aux batailles de Punta Stilo, du cap Spada et du cap Matapan. En juin 1942, alors qu'il participe à l'opération Vigorous consistant à ravitailler Malte, le Hasty est torpillé par un Schnellboot ; les dégâts sont tels qu'il est sabordé sur place.

## Description
Le Hasty déplaçait 1 350 tonnes longues (1 370 tonnes (t)) à charge normale et 1 883 tonnes longues (1 913 t) à charge pleine. Il avait une longueur hors-tout de 98,5 m, une largeur de 10,1 m et un tirant d'eau de 3,8 m. Il était propulsé par deux turbines à vapeur à engrenages Parsons, entraînant deux arbres, qui développaient une puissance totale de 34 000 chevaux-vapeur (25 000 kW) et donnaient une vitesse maximale de 36 nœuds (67 km/h). La vapeur pour les turbines était fournie par trois chaudières à trois tambours Admiralty. Le Hasty transportait un maximum de 470 tonnes longues (480 t) de fuel, ce qui lui donnait une autonomie de 5 530 milles nautiques (10 240 km) à 15 nœuds (28 km/h). Son effectif était de 137 officiers et hommes en temps de paix, mais il était porté à 146 en temps de guerre.
Le navire était équipé de quatre canons Mark IX de 4,7 pouces (120 mm) de calibre 45  montés sur des supports simples. Pour la défense anti-aérienne (AA), le Hasty avait deux supports quadruples Mark I pour la mitrailleuse Vickers Mark III de 0,5 pouce. Il était équipé de deux supports quadruples de tubes lance-torpilles au-dessus de l'eau pour des torpilles de 21 pouces (533 mm). Un rail de grenades sous-marines et deux lanceurs étaient installés ; 20 grenades sous-marines étaient initialement transportées, mais ce nombre a été porté à 35 peu après le début de la guerre.
À partir de la mi-1940, l'armement anti-aérien du navire a été augmenté, mais on ne sait pas exactement quand les modifications ont été apportées. Le jeu arrière de tubes lance-torpilles a été remplacé par un canon antiaérien de 12 livres QF 12 cwt et les supports quadruples Vickers de calibre .50 ont été remplacés par des canons automatiques Oerlikon de 20 millimètres (0,8 in). Deux autres canons Oerlikon ont également été ajoutés dans la superstructure avant.

## Histoire
La mise sur cale du Hasty a été réalisée au chantier naval William Denny and Brothers, de Dumbarton en Ecosse le 15 avril 1935, et le navire a été lancé le 5 mai 1936 et achevé le 11 novembre 1936. À l'exclusion des équipements fournis par le gouvernement, comme l'armement, le navire a coûté 248 611 livres sterling (£),. Il a été affecté à la 2e flottille de destroyers de la Mediterranean Fleet (flotte méditerranéenne) dès sa mise en service. le Hasty a été remis en état à l'arsenal de Devonport en juin-juillet 1939 et il est retourné en Méditerranée par la suite.
Le Hasty a escorté des convois entre Port Saïd, en Égypte, et Gibraltar immédiatement après le début de la Seconde Guerre mondiale en septembre. En octobre, le navire est transféré à Freetown e, Sierra Leone pour chasser les raiders commerciaux allemands dans l'Atlantique Sud avec la Force K. Le navire et ses navires-jumeaux (sister ship),Hardy, Hereward et Hostile, ont rendez-vous avec le croiseur de bataille Renown, le porte-avions Ark Royal et le croiseur léger Neptune le 17 décembre. Ils se sont ravitaillés en carburant à Rio de Janeiro, au Brésil, avant de se rendre à l'estuaire de la rivière Río de la Plata au cas où le cuirassé de poche allemand Admiral Graf Spee endommagé tenterait de s'échapper de Montevideo, en Uruguay, où il s'était réfugié après avoir perdu la Bataille du Rio de la Plata. Le Hasty a reçu l'ordre de se rendre au Royaume-Uni en janvier 1940 pour se remettre en état et a capturé le forceur de blocus allemand SS Morea dans l'Atlantique Nord le 12 février en cours de route.
Le navire est affecté à la Home Fleet après avoir terminé sa remise en état en mars. Avec le destroyer Vivien, le Hasty a escorté le destroyer Jervis à Newcastle upon Tyne les 19 et 20 mars après que ce dernier soit entré en collision avec un navire marchand suédois dans la mer du Nord. Les dommages causés par le temps ont empêché le navire de participer aux premières étapes de la campagne de Norvège, mais il a escorté les porte-avions Glorious et Ark Royal à partir du 21 avril alors que leurs avions attaquaient des cibles allemandes en Norvège. Le Hasty était l'une des escortes du Glorious lorsque le porte-avions est revenu à Scapa Flow pour se ravitailler en carburant le 27 avril. Deux jours plus tard, le navire a escorté le convoi qui a évacué les troupes britanniques et françaises de Namsos au début du mois de mai.
Le Hasty et la 2e flottille de destroyers ont reçu l'ordre de se rendre en Méditerranée le 16 mai, et le navire a escorté le cuirassé français Lorraine et trois croiseurs britanniques alors qu'ils bombardaient Bardia dans la nuit du 20 au 21 juin. Le 9 juillet, le Hasty participe à la bataille de Calabre en tant qu'escorte des navires lourds de la Force C et engage sans succès des destroyers italiens, sans subir de dommages. Pendant la bataille du cap Spada le 19 juillet, le navire escorte le croiseur léger australien HMAS Sydney et sauve quelque 525 survivants du croiseur italien Bartolomeo Colleoni avec les autres destroyers d'escorte. Le Hasty et son navire-jumeau Havock coulent le sous-marin italien Berillo le 2 octobre au large de l'Égypte et sauvent 47 survivants à eux deux. Le navire a escorté le porte-avions Illustrious pendant la bataille de Tarente dans la nuit du 11 au 12 novembre. Pendant le bombardement de Vlora en Albanie, dans la nuit du 18 au 19 décembre, le Hasty escorte les cuirassés Valiant et Warspite,.
Le navire participe à l'opération Excess en janvier 1941, au cours de laquelle il escorte un convoi puis le cuirassé Barham de la baie de Souda en Crète, à Alexandrie. Fin février, le navire évacue des commandos britanniques de l'île de Kastelorizo, au large de la Turquie, dans le Dodécanèse italien. Les commandos avaient vaincu la petite garnison lors de l'opération Abstention, mais les Italiens ont pu débarquer des troupes sur l'île au cours des jours suivants et submerger les forces britanniques. Pendant la bataille du cap Matapan les 28 et 29 mars, le Hasty a escorté les quatre croiseurs légers de la Force B, mais n'a pas été sérieusement engagé pendant la bataille. Le 15 avril, le navire et le croiseur léger Gloucester ont bombardé les positions italiennes entre Bardia et Fort Capuzzo. A la mi-avril, il escorte le transport rapide Breconshire et trois cuirassés d'Alexandrie à Malte, avant d'escorter les cuirassés lors du bombardement de Tripoli le 20 avril. Après s'être ravitaillé en carburant à Alexandrie le 23 avril, le Hasty fait route vers la Grèce pour commencer à évacuer les troupes britanniques et australiennes des plages. Le 8 mai, le navire a de nouveau escorté les navires-capitaux de la Flotte méditerranéenne alors qu'ils couvraient un autre convoi d'Alexandrie à Malte. Le Hasty a escorté les croiseurs légers HMS Orion et Dido alors qu'ils interceptaient un convoi allemand qui tentait de débarquer des troupes en Crète dans la nuit du 21 au 22 mai. Le navire a évacué les troupes britanniques et du Commonwealth de Crète à la fin du mois de mai.
Le Hasty bombarde les positions françaises de Vichy au Liban le 4 juillet pendant la campagne Syrie-Liban, puis passe la majeure partie du reste de l'année à escorter des convois vers Tobrouk. Le 25 novembre, il escorte les navires de la flotte méditerranienne lorsque le cuirassé Barham est torpillé et coulé par le sous-marin allemand (U-Boot) U-331. Alors qu'ils escortent un convoi, le Hasty et son navire-jumeau, le Hotspur, coulent l'U-79 le 23 décembre au nord de Sollum.
En janvier 1942, le navire escorte les convois MF-3 et MF-4 d'Alexandrie à Malte, mais il passe à l'escorte du convoi MF-5 à la mi-février. Il est transféré à la 22e flottille de destroyers le 24 février. Le Hasty escorte les navires marchands du convoi MW-10 lorsque la deuxième bataille de Syrte commence le 22 mars, mais il défend le convoi contre le cuirassé italien Littorio et trois croiseurs en menaçant d'attaques à la torpille sous le couvert d'une forte tempête et d'un écran de fumée.
Le Hasty est torpillé le 14 juin 1942 par le schnellboot allemand S-55 sous le commandement de l'Oberleutnant zur See Horst Weber alors qu'il couvre un grand convoi vers Malte pendant l'opération Vigorous, tuant treize hommes. La torpille souffle la majeure partie de la structure de la proue et les deux chaufferies sont inondées. Le Hotspur récupére l'équipage et e saborde avec une torpille dans la matinée du 15 juin 1942.

### Source
- (en) Cet article est partiellement ou en totalité issu de l’article de Wikipédia en anglais intitulé « HMS Hasty (H24) » (voir la liste des auteurs).